# Минала, Джозеф
Джозеф Мари Минала (фр. Joseph Marie Minala; род. 24 августа 1996[…], Яунде) — камерунский футболист, полузащитник мальтийского клуба «Гзира Юнайтед».

## Клубная карьера
В 2013 году Джозеф начал выступления за примаверу римского «Лацио». В её составе он выиграл молодёжный кубок Италии. В 2014 году Джозеф стал привлекаться к играм первой команды. 16 марта 2014 года он попал в заявку на матч с «Кальяри», но на поле так и не вышел. Его дебют в чемпионате Италии состоялся 6 апреля 2014 года в матче против «Сампдории».

## Возрастной скандал
В начале 2014 года в СМИ появилось интервью Миналы, где он якобы указал, что ему 41 год. Впоследствии эта информация была опровергнута и самим игроком, и руководством клуба. В мае в результате расследования, проведенного Итальянской футбольной ассоциацией, было подтверждено, что возраст игрока соответствует указанному в документах. Несмотря на это, в Интернете неоднократно поднимался вопрос возраста игрока, так как на фотографиях он выглядит явно старше своего возраста.